# Booder
Booder, pseudonimo di Mohammed Benyamna (Bouarfa, 13 agosto 1978), è un attore e comico marocchino naturalizzato francese.

## Biografia

### Giovinezza
Mohammed Benyamna nasce a Bouarfa, un piccolo villaggio del Marocco, il 13 agosto 1978. Affetto dalla nascita da problemi respiratori, arriva a Parigi a cinque mesi con sua madre per raggiungere il padre, idraulico, e ricevere cure per sei anni all'Ospedale Necker. Cresce nel 10º arrondissement di Parigi, nel quartiere di Grange-aux-Belles, insieme ai suoi tre fratelli.
Nel club di teatro del suo liceo, scopre la passione per la recitazione. Appassionato di calcio, Booder è anche allenatore e educatore. Dopo aver conseguito il baccalauréat e un DEUG in contabilità, decide di cambiare strada per salire sul palcoscenico e diventare comico.
Il suo pseudonimo, «Booder», è un riferimento al suo sportivo preferito, il calciatore marocchino Aziz Bouderbala. Ottiene la cittadinanza francese per naturalizzazione il 24 giugno 1999.

## Carriera
All'inizio della sua carriera, fa parte di un trio con altri due comici, senza però ottenere successo, e decide quindi di tentare la fortuna da solo. A Partire dal 2004, si esibisce in spettacoli di stand-up (one-man show) nei teatri parigini. Notato dal produttore Rachid Ould-Ali, ottiene l'opportunità di aprire lo spettacolo di Mouss Diouf al Théâtre du Gymnase di Parigi.
Appare per la prima volta al cinema nel 2003, nel film Corps à corps di François Hanss.
Nel 2006, Booder scrive il suo primo spettacolo comico The One Man Show Booder insieme a Rachid Ould'Ali, che ne cura anche la regia.
Nel 2020, Booder pubblica la sua autobiografia Un bout d'air con l’editore Hugo Publishing e presenta il suo secondo spettacolo intitolato Booder is back, diretto da Youssef Bouchikhi e messo in scena al Théâtre Le Grand Point Virgule di Parigi.
Dal 2024, Booder interpreta Samir, il protagonista della serie Le Nounou trasmessa su TF1. Nello stesso anno, sceglie il tema della scuola per il suo terzo spettacolo intitolato Ah... l'école !.

## Vita privata
Booder è facilmente riconoscibile per la sua bassa statura (1,60 metri), il suo aspetto fisico atipico e il suo cappello. Sebbene la stampa gli abbia talvolta attribuito la malattia di Maroteaux-Lamy, non soffre di alcuna malattia genetica, come ha precisato più volte nelle sue interviste.
Booder vive in coppia e ha un figlio nato nel 2011.

## Spettacoli

### One-man show
- 2006 : The one man show Booder, scritto da Booder e Rachid Ould'Ali, regia di Rachid Ould'Ali, al Théâtre du Temple.

- 2019–2024 : Booder is back, scritto da Booder, regia di Youssef Bouchikhi, al Théâtre Le Grand Point Virgule di Parigi.

- Dal 2024 : Ah... l'école !

### Teatro
- 2017 : La grande évasion, scritto da Paul Séré, Booder e Wahid Bouzidi, regia di Youssef Bouchikhi, all’Apollo Théâtre.[14]

- 2023–2024 : Pour le meilleur et le pire, di Jean Franco e Benjamin Massard, regia di Benjamin Massard, in tournée.

- 2025 : Le Casse de l’année, di Jean Franco e Guillaume Mélanie, regia di Guillaume Mélanie, in tournée.